# Roberto Falaschi
Roberto Falaschi est un coureur cycliste italien né le 9 juin 1931 à Cascina en Toscane et mort le 30 mai 2009 à Pise.

## Biographie
Coureur professionnel d'octobre 1954 à 1963, Roberto Falaschi a notamment remporté une étape du Tour d'Italie 1960. 
Il a participé à cinq Tours de France de 1959 à 1963. Lors de l'édition 1960 il est l'un des coéquipiers du vainqueur Gastone Nencini au sein de l'équipe d'Italie.

## Palmarès

### Palmarès amateur
- 1951
  - 2e de la Coppa Ivano Zaccagnini
- 1952
  - Gran Premio Comune di Cerreto Guidi
- 1953
  - Gran Premio Industria del Cuoio e delle Pelli
- 1954
  - Coppa Giulio Burci
  - Ancône-Pescara
  - Trophée Attilio Strazzi
  - 2e de Florence-Viareggio

### Palmarès professionnel
| - 1952 - 3e du Tour des Pouilles et Lucanie - 1955 - Giro delle Due Province - 3e du Tour du Tessin - 1956 - 8e étape du Tour d'Europe - 2e du Trophée Matteotti - 3e de Milan-Turin - 1957 - Grand Prix Ceramisti - Coppa Martire | - 1958 - 2e du Grand Prix de l'industrie de Quarrata - 2e de Milan-Vignola - 10e de Milan-San Remo - 1959 - 3e de Milan-Vignola - 3e du Trofeo Longines (contre-la-montre par équipes) - 1960 - 16e étape du Tour d'Italie - 1961 - 2e du Tour des Apennins |  |

## Résultats sur les grands tours

### Tour de France
- 1959 : abandon (22e étape)
- 1960 : 49e
- 1961 : 50e
- 1962 : 84e
- 1963 : abandon (16e étape)

### Tour d'Italie
- 1955 : abandon
- 1957 : abandon
- 1958 : 50e
- 1959 : 60e
- 1960 : 56e, vainqueur de la 16e étape
- 1961 : 59e
- 1962 : 37e
- 1963 : 49e

### Tour d'Espagne
- 1956 : abandon (12e étape)
- 1961 : abandon